# Römische Bäder (Potsdam)

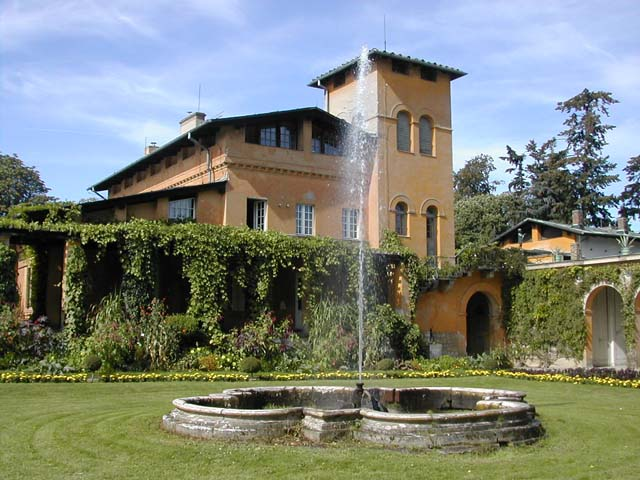
Gärtnerhaus mit den Römischen Bädern

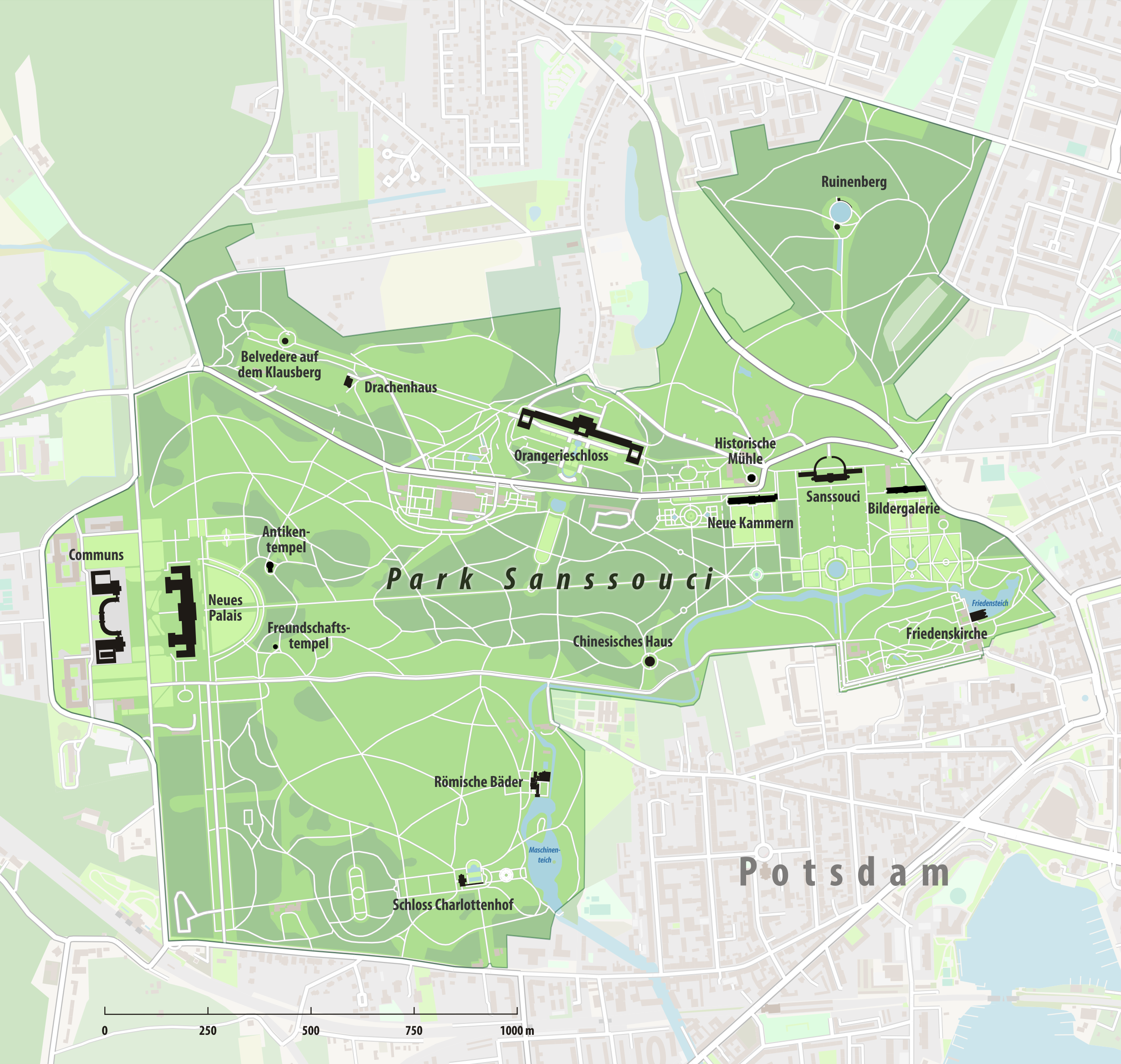
Die Römischen Bäder liegen im südlichen Bereich von Park Sanssouci, nordöstlich des Schlosses Charlottenhof

Die Römischen Bäder, nordöstlich des Schlosses Charlottenhof im Park Sanssouci in Potsdam, spiegeln die Italiensehnsucht des Bauherrn Friedrich Wilhelm IV. wider. Verschiedene römisch/altitalienische Stilrichtungen wurden 1829–1840 in dem Bauensemble zusammengeführt.
Noch in seiner Kronprinzenzeit ließ der spätere Friedrich Wilhelm IV. zuerst Schloss Charlottenhof (1826–1829) und anschließend die Römischen Bäder erbauen. Mit zahlreichen Ideen und Entwurfszeichnungen nahm der künstlerisch begabte Thronfolger großen Einfluss auf die Pläne des Architekten Karl Friedrich Schinkel. Die Bauleitung wurde dem Schinkel-Schüler Ludwig Persius übertragen.
Das Gärtnerhaus (1829/1830) und das Gärtnergehilfenhaus (1832) wurden beide im italienischen Landhausstil errichtet. Das Römische Bad (1834–1840), im antiken Villenstil und Namensgeber des Bauensembles, und ein Teepavillon (1830), im Stil eines antiken Tempels, bilden den Gebäudekomplex, verbunden durch Pergolen, Arkaden und Gartenteile. Die einzelnen Gebäude setzen sich aus der Erinnerung der zweiten Italienreise 1828 Schinkels zusammen. So ist das Römische Bad, in dem nie gebadet wurde, aus der romantischen Fantasie des königlichen Italienliebhabers entstanden.
Die Namen der Räume lassen eine Mischung aus antiker Villa und römischer Therme erkennen. Das Atrium, der Innenhof eines römischen Hauses, ist hier der Empfangsraum. Das Impluvium, ein Sammelbecken für Regenwasser im Atrium, ist hier die Bezeichnung für einen ganzen Raum hinter dem Atrium. Das Viridarium (Grün- oder Kalthaus) ist ein kleiner Gartenhof. Die Raumbezeichnungen einer römischen Therme sind lediglich das Apodyterium (Auskleidezimmer) und das Caldarium (Warmbad).
Das nostalgische Ensemble der Römischen Bäder grenzt an einen künstlichen See, der bei Peter Joseph Lennés Gestaltung des Charlottenhofer Areals angelegt wurde. Der sogenannte Maschinenteich hat seinen Namen von einem Dampfmaschinenhaus mit Pumpstation, das 1923 abgerissen wurde. Eine große Brunnenschale markiert den ehemaligen Standort des Gebäudes. Die Dampfmaschine hielt nicht nur das Wasser im Gebiet Charlottenhof in Bewegung, sondern war in dieser Zeit eine hochentwickelte Technik, und rauchende Schornsteine waren ein Zeichen des Fortschritts.

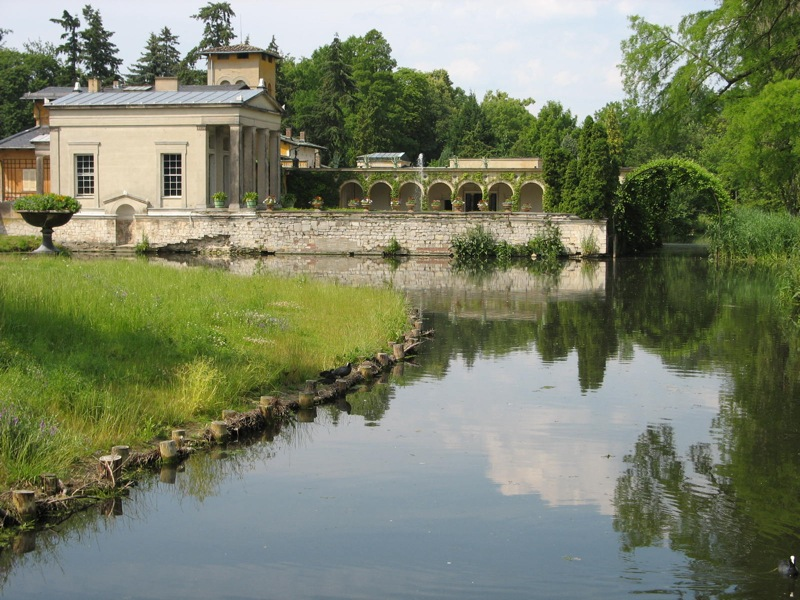
Römische Bäder (Südseite) und Maschinenteich
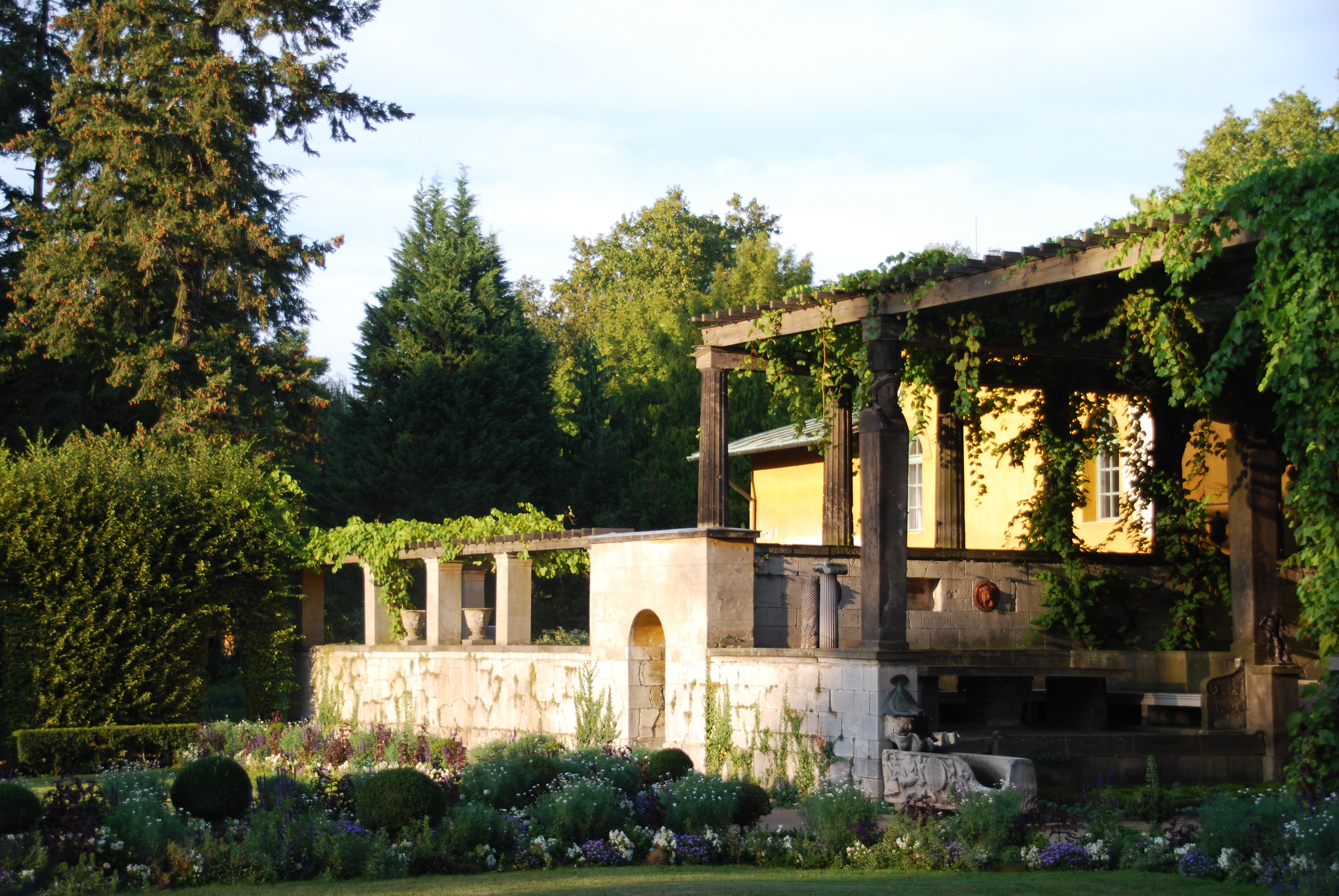
Römische Bäder
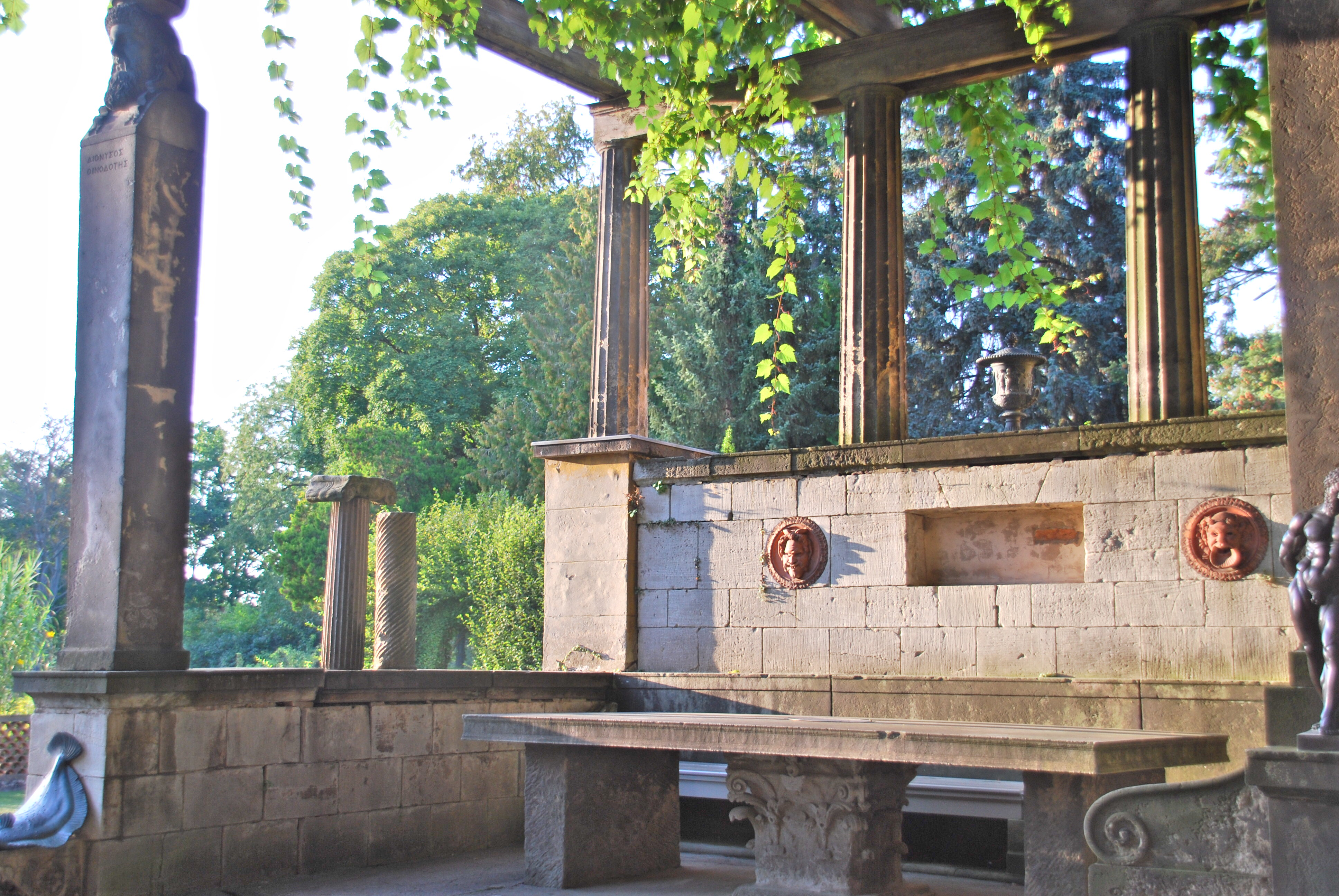
Römische Bäder
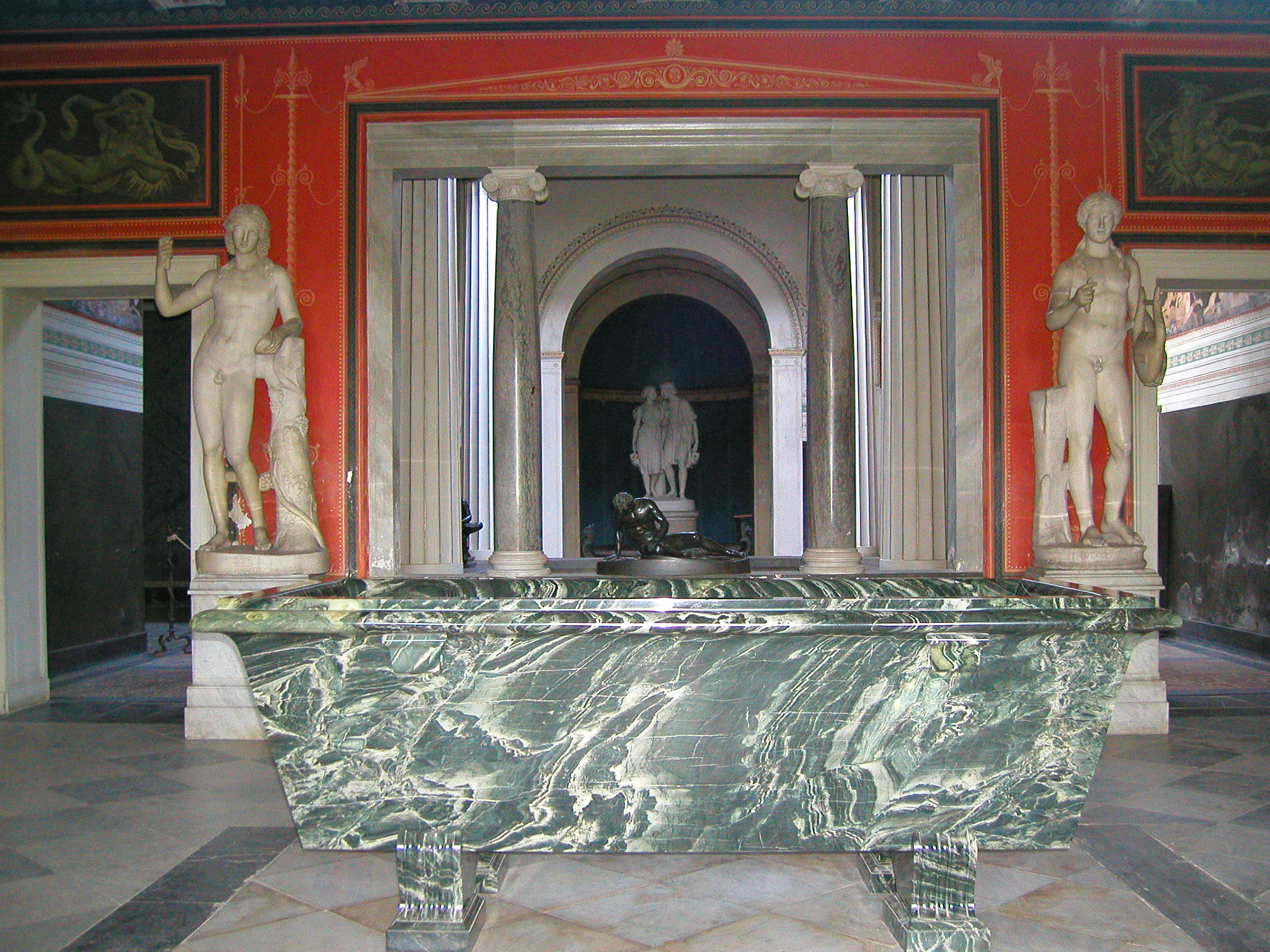
Atrium mit Schmuckwanne aus grünem Jaspis (Geschenk von Zar Nikolaus I. an Friedrich Wilhelm IV.)